# Nicolas Belina-Podgaetsky
Nicolas Alexandrovitsj Belina-Podgaetsky (Sint-Petersburg, 18 oktober 1896 - Eigenbrakel, 9 augustus 1967) was een Russisch en Wit-Russisch vluchteling die in de jaren 1930-1950, voornamelijk in het Frans en het Nederlands, succesrijke anti-Sovjetboeken publiceerde.

## Levensloop
Hij werd geboren als zoon van Alexandrov Martinovitsj Belina-Podgaetsky en Nadja Magidoff, in een gezin van kleine landadel dat pendelde tussen de hoofdstad en het aanzienlijk domein en landbouwbedrijf dat het bezat in Wit-Rusland, waar Nicolas zijn kinderjaren doorbracht. Na de vroegtijdige dood van zijn vader en nog voor de Sovjetrevolutie, ging de eigendom in andere handen over. 
Nicolas werd opgenomen in de cadettenschool en daarna in de Militaire School in Sint-Petersburg. Bij het uitbreken van de Eerste Wereldoorlog werd hij versneld tot officier bevorderd en na heel wat andere bestemmingen, kwam hij terecht bij het expeditionair korps dat met de geallieerden vocht in de Balkanlanden en in Griekenland. Na de Vrede van Brest-Litovsk (3 maart 1918) werd het Russisch expeditieleger ontbonden. Belina-Podgaetsky zag een terugkeer naar het voortaan bolsjewistisch geleide land niet zitten en bleef achter in Frankrijk als werkloze burger. Na enkele kleine jobs tegen een hongerloon, in Parijs, in de verwoeste gewesten van Noord-Frankrijk en op een Engels koopvaardijschip, werd het in 1921 iets beter.
Hij kreeg een betrekking als meestergast en tolk bij de 'Mijnen van Aniche' in Somain. Na enkele maanden kreeg hij een aanbod om in Dortmund te gaan werken, tegen een veel hoger loon, als opzichter bij de cokesfabrieken, aangesteld door de Franse en Belgische bezetters van de 'Mission interalliée de contrôle des Usines et des Mines’. Hij moest controleren of aan beide landen de hoeveelheden cokes werden geleverd, opgelegd in het kader van de oorlogsreparaties. In oktober 1924, bij het aflopen van de herstelbetalingen,  keerde hij naar zijn vorige betrekking in Somain terug, samen met Marguerite Rüger (Dortmund, 1906 - Eigenbrakel, 2003), het Duitse katholieke meisje dat zijn echtgenote was geworden. Hij was ondertussen geëvolueerd en helemaal communist geworden. Hij werd lid van de Franse communistische partij en beantwoordde in 1926 gunstig de oproep van de Sovjet-Unie om terug te keren. Samen met zijn vrouw en de in Somain geboren zoon, nam hij in Marseille de boot die hen naar het 'vaderland' bracht.
Hij ging in Minsk wonen, waar hij journalist werd bij het plaatselijk communistisch dagblad. Hij werkte er tot in 1929 en werd toen, zonder meegedeeld motief (ongetwijfeld omwille van zijn niet-proletarische afkomst), ontslagen. Hij ging in Moskou wonen en kon er werken als correspondent van verschillende persorganen. Vooral had hij een bijkomend inkomen vanwege de verschillende boeken die hij ondertussen had gepubliceerd. Zijn eerste roman was "Udar"(Ru) (De staking).
Hij kwam nog vaak terug in Wit-Rusland en was er getuige van de terreur die er heerste: collectivisatie van de landbouw, massale verbanning naar Siberië van alle zelfstandige landbouwers, arrestatie van de meeste intellectuelen en vrije beroepen, kerkvervolging, massale hongersnood en sterfte. Dit maakte dat hij het failliet van het Sovjetideaal moest vaststellen en dat hij besloot eruit weg te vluchten. Om eerst zijn vrouw en zijn twee kinderen veilig uit het land te krijgen, scheidde het koppel. Daarna kon zij als Duitse in 1932 met de zoons Alexandre (Somain, 1925 - Waterloo, 1987) en Waldemar (of Vladimir) (Minsk, 1927 - Ukkel, 2001) naar haar geboorteland terugkeren. In 1941 zou daar nog een dochter, Ludmilla, worden aan toegevoegd.
Verdacht geworden bij de geheime politie en arrestatie vrezend, vertrok hij naar Odessa, waar hij onbekend was en van waar hij een vluchtroute verhoopte te vinden. Na heel wat omwegen en ontgoochelingen kon hij zich laten aanmonsteren op een schip dat naar bestemmingen buiten de Sovjet-Unie voer. In januari 1933 kwam hij aan in Singapore, vanwaar hij naar Portugal kon vluchten. Hij vond er een mentor in de jezuïet Domingos Gomes dos Santos (1896-1978), uitgever van het maandblad Broteira. Na een kort verblijf in Portugal, kon hij doorreizen naar Dortmund, waar hij zijn gezin terugvond.

## In België
Vandaar kwam hij in België terecht. Hij maakte er kennis met kanunnik Paul Halflants (1873-1945), die zijn beschermheer werd. Halflants was actief binnen de Mission catholique pour les Russes en Belgique. Hij bezorgde hem een broodwinning en huisvesting als conciërge. Met argwaan onthaald door de orthodoxe Russen en door de tsaristische oud-militairen, bekeerde hij zich tot het katholicisme. Hij en zijn zoons werden gedoopt en het huwelijk van het echtpaar werd katholiek ingezegend. Hij werd voortaan actief als hevige opposant van de Sovjets en vond voor zijn geschriften geïnteresseerde uitgevers. Voor Franstalig België was dit de collectie 'Durendal' en nadien de uitgeverij Casterman. Voor de Nederlandstalige versies werd het De Goede Pers, Averbode en na de Tweede Wereldoorlog ook de Franciskaanse Standaard in Brugge. Zijn boeken werden ook naar een paar andere talen vertaald.
Belina schreef heel wat jeugdliteratuur. Een dozijn verhalen voor kinderen verschenen in het Frans in de reeks Presto Films en in het Nederlands in de reeks Vlaamse Filmpjes, allebei uitgaven van De Goede Pers in Averbode.
Zijn geschriften beantwoordden aan de verwachtingen van een hoofdzakelijk katholiek publiek, dat erg vijandig stond tegenover de Sovjet-Unie. Hij schreef niet alleen levendige memoires over wat hij zelf onder de Sovjets had meegemaakt en doorstaan, maar ook in zijn kinderboeken beschreef hij het lot van de christenen onder de Sovjets. Hij behoorde tot de auteurs die bijdroegen om bij de Belgische bevolking de anti-Sovjetgeest aan te wakkeren. Het gezin ging in Eigenbrakel wonen, waar Nicolas na enkele tijd een eigen bescheiden woning kon bouwen. De zoons liepen school in het Collège Cardinal Mercier. 
Bij de aanvang van de Tweede Wereldoorlog vluchtte Belina-Podgaetsky met zijn gezin naar Portugal, waar hij korte tijd werkte voor de inlichtingendienst die was opgericht door de Vlaamse dominicaan Felix Morlion (1904-1987). Hij ontsnapte hierdoor aan de verleiding om, zoals sommige van zijn vrienden, vanuit hun anti-Sovjethouding, met de Duitsers te collaboreren. Anderzijds was hij er zich waarschijnlijk van bewust dat de nazi's en hun Belgisch-Russische handlangers, er vroeg of laat zouden achter komen dat zijn moeder een Joodse was. Vervolgens trok het gezin naar Belgisch-Congo. Nicolas werkte er in dienst van de Britse inlichtingen- en propagandadienst, vervolgens van de Belgische inlichtingendienst. Voor deze laatste schreef hij anti-Sovjetteksten en patriottische artikels ten behoeve van de Congolese 'évolués'. 
Hij keerde naar België terug in 1946, na weer een kort verblijf in Portugal, waar hij het contact hernieuwde met het tijdschrift Broteria en met de inlichtingendienst van Felix Morlion. Hij hernam zijn anticommunistische activiteiten en schreef onder meer artikels over actuele Sovjettoestanden, die gepubliceerd werden in La Libre Belgique. Zijn zoons begonnen ondertussen met universitaire studies aan de KU Leuven. Nicolas hernieuwde de vooroorlogse contacten en knoopte nieuwe relaties aan, onder meer met kanunnik Edmond Leclef (1899-1967), de invloedrijke secretaris van kardinaal Jozef Van Roey. 
Hij hernam ook de relaties die hij voor de oorlog al had met de Russische journalist Boris Solonevitsj (1924-1989). Deze was tijdens de oorlog in België gebleven en had zich wel enigszins collaborerend opgesteld, wat hem (hoewel hij ook een tijd door de Gestapo in het Fort van  Breendonk was opgesloten) een arrestatie en een lichte veroordeling kostte. Hij moest vervolgens een nieuwe geloofwaardigheid verwerven en deed dit door zijn medewerking met het Oostpriesterhulp van de norbertijn Werenfried van Straaten (1913-2003), en door zijn acties ten gunste van de Russische vluchtelingen en van de 'displaced persons' uit Oost-Europa. Hij betrok Nicolas bij deze activiteiten en genoot, wanneer hij niet logeerde in de abdijen van Tongerlo of van Chevetogne, van diens gastvrijheid in Eigenbrakel. Hij gaf ook een Russisch tijdschrift uit, Rodina (Moederland), waarin Nicolas artikels publiceerde die de loyauteit tegenover het katholieke België aanmoedigden.
Waren zijn boeken voor de oorlog een commercieel succes, na de oorlog was dit minder het geval. Zijn anti-Sovjetproza kon niet wedijveren met bestsellers, zoals het Ik verkoos de vrijheid van de overgelopen Sovjet-ambtenaar Victor Kravchenko, en later (maar dat was dan wel na zijn dood) met de grootmeesters in de Sovjet-Unie zelf, zoals Boris Pasternak en Aleksandr Solzjenitsyn. Anderzijds werd hij, vanwege zijn atheïstisch en Sovjet-Russisch verleden, nog altijd niet onverdeeld aanvaard door de Russische diaspora die zich in België had gevestigd. Dat hij katholiek was geworden, konden de meestal orthodox gebleven Russen maar matig op prijs stellen, terwijl de talrijke vroegere militairen uit het tsaristisch leger niet vergeten waren dat hij zich vrijwillig bij de bolsjewieken had aangesloten. Niettemin werden heel wat van zijn anti-Sovjetgeschriften verder gepubliceerd. Aan zijn Portugese verblijven hield hij over dat hij van 1946 tot 1963 vast correspondent bleef van Broteria over alles wat de Sovjet-Unie betrof. Aan zijn ervaringen in Belgisch-Congo wijdde hij eveneens een paar boeken.
Samen met zijn echtgenote ligt Nicolas begraven in het kerkhof L'Ermite in Eigenbrakel. Zijn beide zoons trokken na hun studies naar Belgisch-Congo. Alexandre werd advocaat in Elisabethstad en vertegenwoordigde onder andere de familie Tshombe. In februari 1961 werd hij politiek adviseur van Moïse Tshombe, president van de afscheidingsstaat Katanga. Hij trouwde met Paula Thooft en ze kregen twee kinderen. Zijn broer Waldemar trouwde met de Congolese Agope N'Koli en ze kregen vijf kinderen.

## Conclusie
Belina-Podgaetsky liet geen archieven na, maar werd niettemin het onderwerp van studies. Een halve eeuw na zijn dood was hij nog steeds het voorwerp van onderzoek. 
De Ruslandspecialist en KUL-professor Wim Coudenys schreef (hier vertaald uit het Engels) als inleiding voor zijn studies uit 2016: "Nicolas Belina-Podgaetsky (1896-1967) was in de jaren 1930-1950 de meest productieve auteur onder de Russische migranten. Zijn memoires en zijn talrijke jeugdboeken, met verhalen over het lot van christenen onder het juk van de Sovjets, beantwoordden aan wat goede katholieke en anticommunistische literatuur behoorde te zijn en werden gepubliceerd door Durendal (Brussel)/Casterman (Doornik) en door de Goede Pers (Averbode). Zoals het wel meer voorkomt bij bekeerlingen overdreef hij wel eens, teneinde zijn nieuwe meesters te behagen. In zijn autobiografie verdoezelde hij gedeeltelijk zijn communistisch en atheïstisch verleden. In zijn ficties kwamen zoveel echte feiten voor dat het geheel als waarheid werd aangenomen. Hoewel zijn boeken grote oplagen bereikten, verkreeg hij nooit de literaire erkenning die hij verhoopte. Ondanks het feit dat hij zich tegen het communisme en het Sovjetregime inzette, werd hij nooit volledig geaccepteerd door de Belgisch-Russische migranten. Zijn leven en werk droegen alvast bij tot de ontwikkeling van het katholieke anticommunisme in België tijdens het interbellum."

## Publicaties

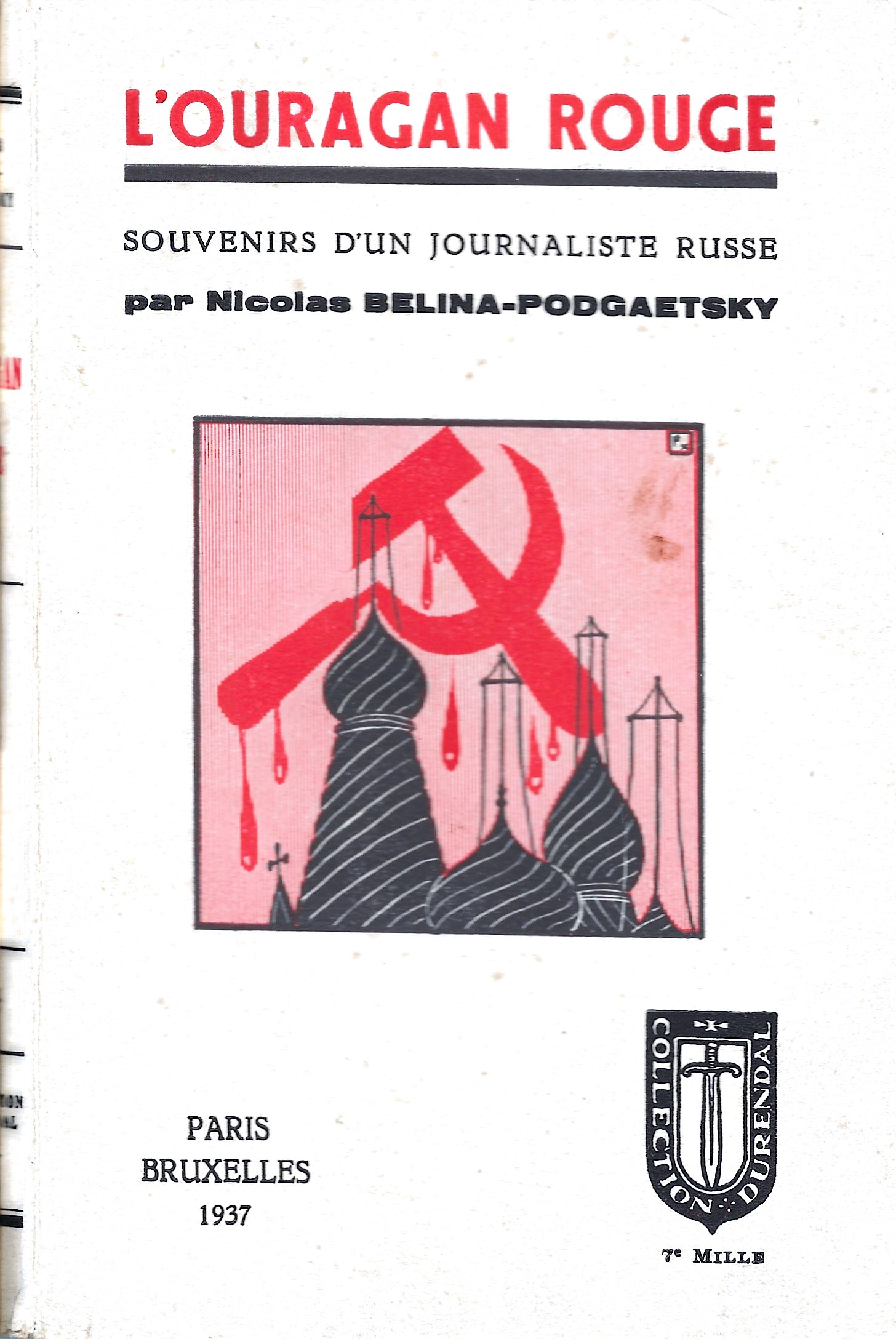
L'Ouragan Rouge (voorblad)

- Udar(Ru), (De Staking), Molodniak.
- Les prêtres martyrs en Bolchivie, in: La Libre Belgique, 1934-1935.
- Littérature soviétique. Comment on enchaine un écrivain, in: La Libre Belgique, 29 oktober 1936.
- L'Ouragan Rouge. Souvenirs d'un Journaliste Russe, Brussel, Coll. Durendal, 1937.
- In Rooden Storm, Averbode, 1938.
- L'Uragano Rosso, Rome, Istituto San Michele, 1937.
- Hors de la tempête. Souvenirs d'un journaliste russe, Brussel/Parijs, Coll. Durendal, 1939.
- Uit den storm. Herinneringen van een Russisch dagbladschrijver, Averbode, 1938-1939.
- Le tourbillon de neige, conte soviétique, Florence, F. Lemonnier, 1939.
- Derrière les murs d'une casemate, Casterman, 1939.
- Achter de muren van een kazemat, Averbode, 1939.
- Au service de la patrie. Les aventures de Michka, le jeune hussard russe, pendant la grande guerre de 1914-1918, Casterman, Doornik en Goede Pers, Averbode, [1939].
- Evasione dall' U.R.S.S., Florence, F. Lemonnier, 1941.
- La Belgique en guerre: recueil de récits et de contes, Timba, 1945
- La cruelle épreuve, Casterman, Parijs,  1946.
- De wreede beproeving, Brugge, Franciskaanse Standaard, 1948.
- Het grote avontuur, Brugge, Franciskaanse Standaard, 1948.
- Onder de koloniale vlag, Brugge, Franciskaanse Standaard, 1950.
- Godsdienstvrijheid in Sovjet-Rusland, Brugge, Franciskaanse Standaard, 1950.

In de reeksen Vlaamse filmpjes en Presto Films:
- Michka de jonge huzaar - Michka, le jeune hussard, 1938.
- Het vaandel van de huzaren - L'Etendard des hussards, 1938.
- Mischka in het spookkasteel - Le Château hanté, 1938.
- Petroechka, Avonturen van een Russische jongen, 1938.
- De sneeuwstorm - Le tourbillon de neige, 1938.
- Het geheimzinnig document - Le document précieux, 1939.
- Michka, krijgsgevangene - Michka, prisonnier de guerre, 1939.
- Geheim agent B.R. 55 - L’agent secret B.R. 55, 1939.
- De nachtelijke verkenners - Les Eclaireurs de la nuit, 1939.
- De kleine beiaardier. Russisch paasverhaal - Le Petit Carillonneur, 1939.
- Bij de eedgenoten. Sovjetverhalen, 1940.
- De schimmen van het woud, 1940.
- Kolka de paardendief - Kolka, voleur de chevaux, 1940.
- De spions-parachutisten, Averbode, 1946.

## Voetnoten
1. ↑   Gegevens Burgerlijke Stand Eigenbrakel
2. ↑   L'Ouragan Rouge , p.78
3. ↑  Françoise CHATELEIN, Paul Halflants, in: Nouvelle Biographie Nationale, T. II, Brussel, 1990.
4. ↑   https://billiongraves.com/grave/Belina-Podgaetsky/28154526
5. ↑  Jacques BRASSINE DE LA BUISSIERE, Enquête sur la mort de Patrice Lumumba: Témoignages, 1991. Gearchiveerd op 27 januari 2007. Geraadpleegd op 1 juni 2022.

- Gemeinsame Normdatei: 120068885
- International Standard Name Identifier: 0000 0000 1373 5170
- Istituto Centrale per il Catalogo Unico: CUBV015626
- Système universitaire de documentation: 116540745
- Virtual International Authority File: 239994406
- WorldCat: E39PBJr3BqjdT63dcWjTqJg9Xd